# Philodendron lindenianum
Philodendron lindenianum là một loài thực vật có hoa trong họ Ráy (Araceae). Loài này được Wallis miêu tả khoa học đầu tiên năm 1867.